# Марієгамн (аеропорт)
Аеропорт Марієгамн (швед. Mariehamns flygplats (IATA: MHQ, ICAO: EFMA) — розташований у Йомалі, Аландські острови, Фінляндія. 
Аеропорт розташований за 3 кілометри на північний захід від центру міста Марієгамн. 
Він обслуговував 61 568 пасажирів у 2017 році 
 
і експлуатується державною компанією Finavia.

## Авіалінії та напрямки
| Авіакомпанія | Пункт призначення        |
| ------------ | ------------------------ |
| Amapola Flyg | Стокгольм-Арланда, Турку |
| Finnair      | Гельсінкі                |

## Пасажирообіг
Див. джерело запитів Вікіданих та джерела.